# Casa Rosa
La Casa Rosa és un edifici del municipi de Caldes de Malavella (Selva) que forma part de l'Inventari del Patrimoni Arquitectònic de Catalunya. És un edifici de planta trapezoidal, amb planta baixa i pis, i terrat com a teulada, fent cantonada entre els carrers Sant Grau i Vall-llobera, al nucli urbà de Caldes de Malavella.

## Descripció
La façana principal, té dos cossos clarament diferenciats. Al costat lateral dret, una porta d'entrada en arc túmid amb decoracions de rajola vidriada. Al damunt una finestra geminada en arc rampant contraposat, amb una fina columna al mig, i barana de treball de forja. A dalt aquest cos queda rematat per un pinyó amb l'escalonat invertit cap avall. Elements de ceràmica de color blau i marró, decoren la façana. En aquest cos, hi ha l'escala que dona accés al pis i al terrat.

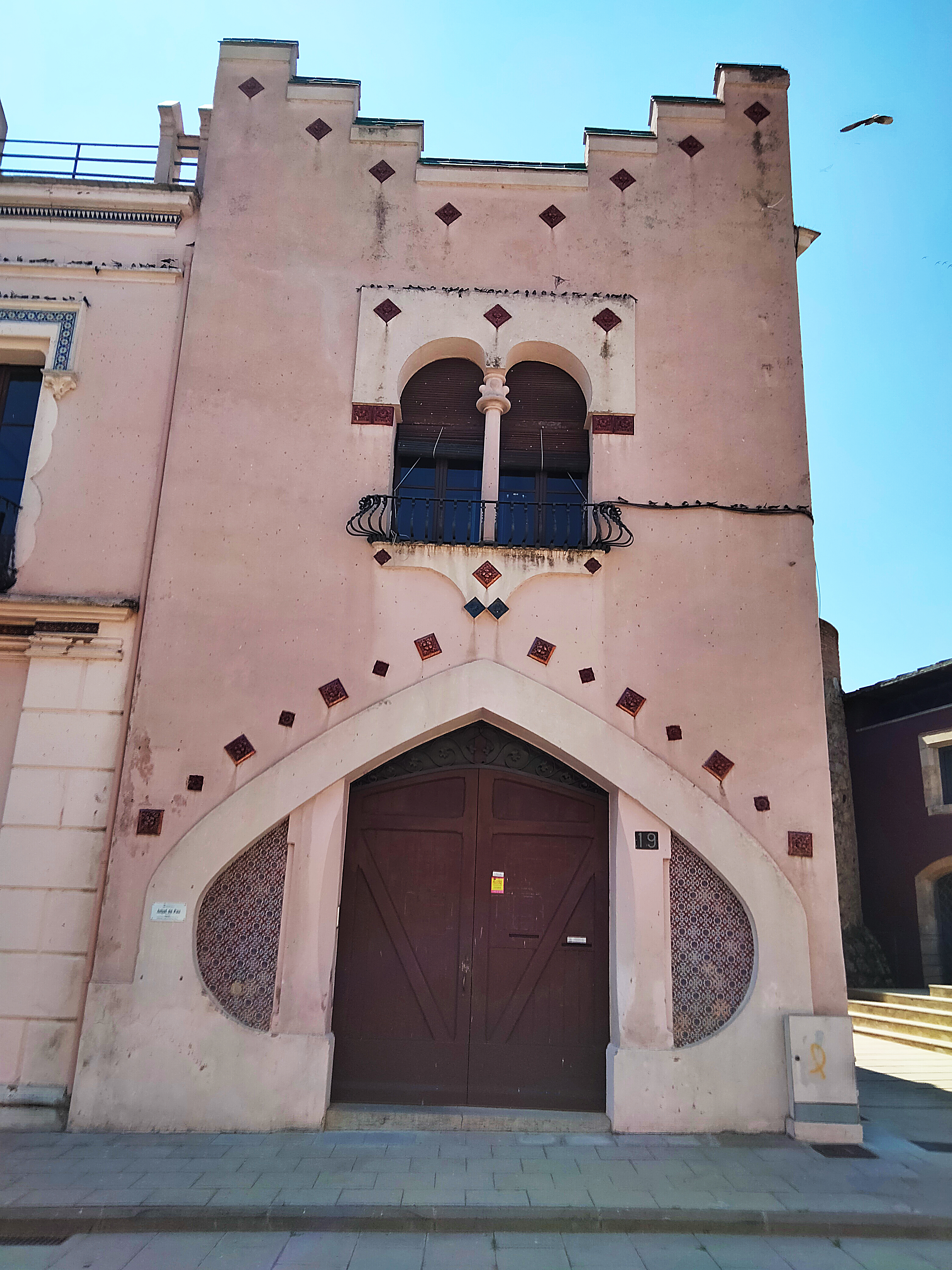
Façana del cos dret de l'edifici

El costat lateral esquerre, a la planta baixa una porta d'entrada al costat esquerre, i tres finestres, totes en arc deprimit còncau. Els espais entre les finestres sobresurten i imiten un encoixinat. Una línia d'imposta amb motllures de bossell, a l'altura de les llosanes semicirculars dels balcons, separa la planta baixa del pis. Entre les motllures, fris de rajoles vidriades amb arabescs.
Al pis, quatre balcons en arc deprimit còncau, amb trencaaigües decorats amb rajola vidriada i amb elements de suport dels trencaaigües a manera de capitell. Estan separats per cadenes verticals. Una altra línia d'imposta, amb motllures en escòcia, marca el pas al terrat, però prèviament trobem una cornisa decorada amb rajola vidriada. Al terrat, una torre amb marlets decorada amb rajola vidriada.

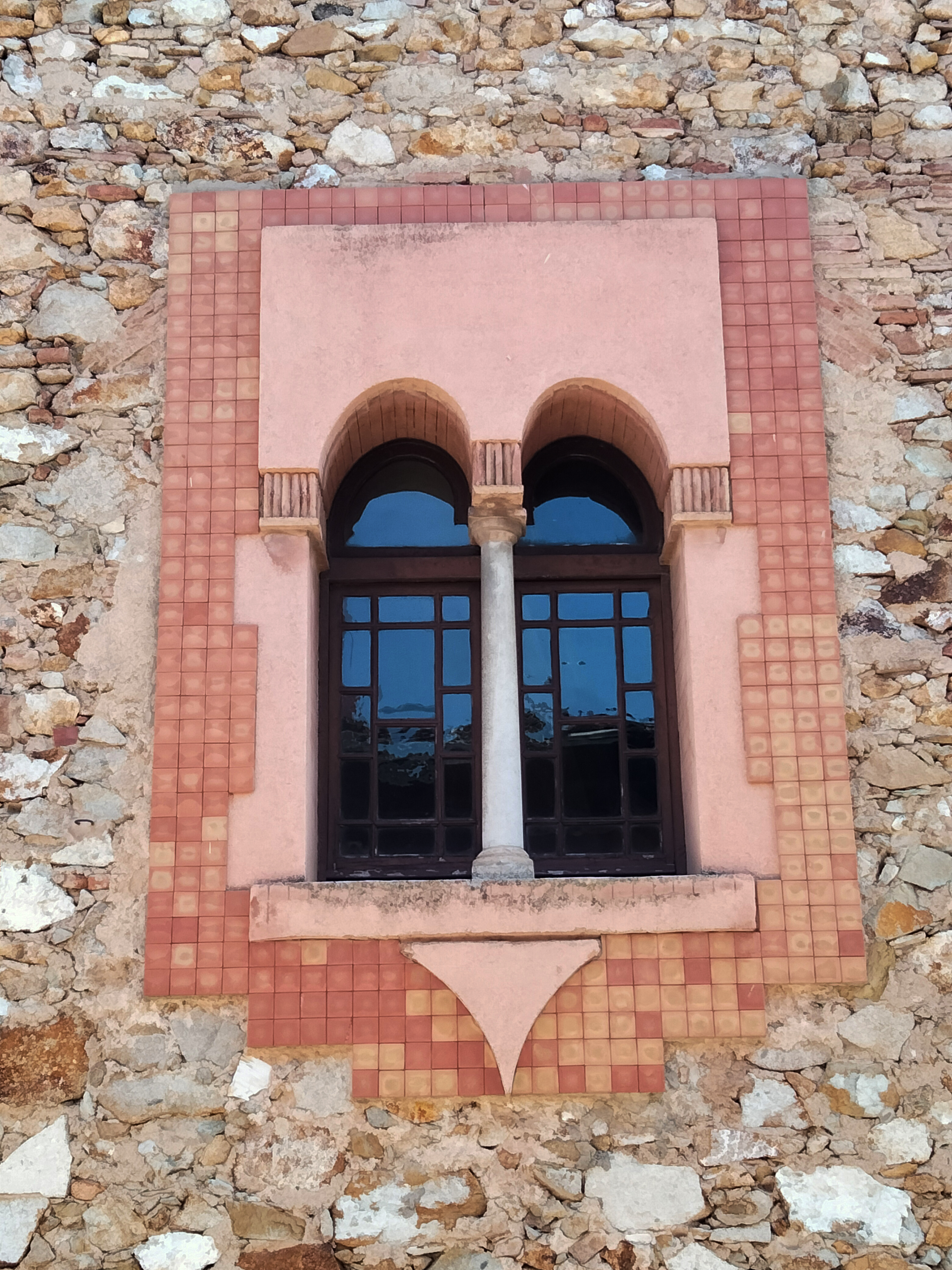
Finestra geminada de la façana lateral dreta

A la façana lateral dreta, paredat rústic amb finestra central geminada en arcs rampants contraposats, petita columna de pedra artificial, i impostes de maó. A la façana lateral esquerra, tres obertures als baixos i pis amb les obertures seguint la factura de les de la façana principal, però amb els trencaaigües més pronunciats. La façana posterior, obertures en arc deprimit còncau, i rajola vidriada de color blau, incrustada a la façana fom a tret diferencial de la resta de façanes. El pany de paret és de color rosat, que és el que ha fet que popularment l'edifici sigui conegut com a Casa Rosa.

## Història
El modernisme i el fenomen termal van agafats de la mà. Quan s'han de construir balnearis es fan seguint aquest estil, encara que sovint barrejat amb elements d'altres estils. La Casa Rosa és l'edifici amb el modernisme més pur que trobem a Caldes de Malavella. El seu ús original era casa d'estiueig. Com d'altres al poble responia a l'interès de les classes benestants per prendre les aigües medicinals, cosa que marcà enormement el desenvolupament econòmic i urbanístic del poble. Pocs anys després d'haver-se construït, fou adquirida per l'Industrial Pau Estapé, que n'utilitzà una part com a residència i l'altra com a magatzem per a l'Agua Imperial que embotellava. Quan deixà de ser habitatge passà a ser la seu administrativa de l'empresa agua imperial S. A. L'any 1982 l'edifici fou comprat per l'ajuntament, i l'any següent va encarregar-ne la reforma als arquitectes Escribà i Nadal. Actualment s'hi ubiquen diversos serveis socials municipals.
En una sala hi ha una pintura de gran format d'Antoni Utrillo relacionada amb les termes romanes.
Es coneix també com Ca l'Estapé o casa Diotallevi.